# Nederlandse Antillen in de Davis Cup
De Nederlandse Antillen waren van 1998 tot en met 2011 actief in de Davis Cup, het meest prestigieuze tennistoernooi voor landenteams dat sinds 1900 elk jaar wordt gehouden. Het bereikte de halve finales van groep 2 in 2001, 2005 en 2006 was het beste resultaat. Per 10 oktober 2010 hielden de Nederlandse Antillen formeel op te bestaan als gevolg van de staatkundige hervormingen binnen het Koninkrijk der Nederlanden. Onder die naam speelde het in 2011 alsnog mee, alhoewel alleen spelers van Curaçao het team vormden. In 2012 heeft het zich niet meer aangemeld.

## Resultaten per jaar

### 2011
De Nederlandse Antillen verloor in de eerste ronde de uitwedstrijd tegen Peru. Hierdoor speelde het in juli in en tegen El Salvador om degradatie naar de regionale groep 3 te voorkomen. Dit lukte niet waardoor de Antillen voor het eerst sinds 2004 een niveau lager speelt. Martijn van Haasteren, Alexander Blom, David Josepa en Nick van Rosberg speelden in 2011.

### 2010
In maart werd in een uitwedstrijd met 4-1 van Paraguay verloren. Daardoor moest een degradatiewedstrijd tegen Guatemala worden gespeeld. De Nederlandse Antillen won deze uitwedstrijd met 3-2 en handhaafde zich hiermee in de regionale groep 2 en speelt het daarin voor het zevende jaar op rij. Dit jaar speelden namens de Antillen Martijn van Haasteren, Alexander Blom, Gino Meeuwsen en Claudio Dias Conduto.

### 2009
De Nederlandse Antillen is in 2009 actief in de regionale groep 2 van de Amerikaanse zone. De uitwedstrijd tegen Venezuela werd met 4-1 verloren. Hierdoor moest het in juli thuis van Jamaica winnen om degradatie naar de regionale groep 2 te voorkomen. Dit lukte met 5-0 waardoor de Antillen zich handhaaft in groep 2. In 2009 speelden Romano Tatuhey, Martijn van Haasteren, Alexander Blom en Nick van Rosberg namens de Antillen.

### 2008
In 2008 speelde de Antillen in de regionale groep 2 van de Amerikaanse zone. Het verloor de eerste wedstrijd thuis van Ecuador met 1-4, nadat het op een 1-0-voorsprong was gekomen. Namens de Antillen kwamen Alexander Blom, Jason Engelhardt, Nick van Rosberg en Romano Tatuhey in actie.
Door dit verlies moest het in april een degradatiewedstrijd tegen Bolivia spelen. Deze werd thuis met 3-2 gewonnen, na een 3-0-voorsprong. Hierdoor handhaafde de Nederlandse Antillen zich in de regionale groep 2.

## Karakteristieken
- eerste deelname: 1998
- laatste deelname: 2011
- aantal deelnames: 15
- aantal wedstrijden: 41 (winst: 26, verlies: 15)
- aantal jaar in de wereldgroep vanaf 1981: 0

## Winst / verlies tabel
| Locatie  | winst | verlies | totaal |
| -------- | ----- | ------- | ------ |
| thuis    | 4     | 3       | 7      |
| uit      | 6     | 9       | 15     |
| neutraal | 16    | 3       | 19     |
| Totaal   | 26    | 15      | 41     |

Gegevens bijgewerkt tot en met 2011

## Overzicht gespeelde wedstrijden
De onderstaande tabel geeft een overzicht van alle wedstrijden die de Nederlandse Antillen tot nu toe in de Davis Cup heeft gespeeld.
| niveau 1 | niveau 2 | niveau 3 | niveau 4 | niveau 5 |

| datum      | tegenstander                | uitslag       | locatie     | groep        | ronde               | winst/verlies |
| ---------- | --------------------------- | ------------- | ----------- | ------------ | ------------------- | ------------- |
| 08-07-2011 | El Salvador                 | 2-3           | uit         | AM G2        | degradatie-playoffs | v             |
| 04-03-2011 | Peru                        | 0-5           | uit         | AM G2        | 1e ronde            | v             |
| 09-07-2010 | Guatemala                   | 3-2           | uit         | AM G2        | degradatie-playoffs | w             |
| 05-03-2010 | Paraguay                    | 1-4           | uit         | AM G2        | 1e ronde            | v             |
| 10-07-2009 | Jamaica                     | 5-0           | thuis       | AM G2        | degradatie-playoffs | w             |
| 06-03-2009 | Venezuela                   | 1-4           | uit         | AM G2        | 1e ronde            | v             |
| 11-04-2008 | Bolivia                     | 3-2           | thuis       | AM G2 PO     | 1e ronde            | w             |
| 08-02-2008 | Ecuador                     | 1-4           | thuis       | AM G2        | 1e ronde            | v             |
| 06-04-2007 | Jamaica                     | 5-0           | uit         | AM G2 PO     | degradatie-playoffs | w             |
| 11-02-2007 | Ecuador                     | 0-5           | uit         | AM G2        | 1e ronde            | v             |
| 09-04-2006 | Dominicaanse Republiek      | 2-3           | thuis       | AM G2        | halve finale        | v             |
| 12-02-2006 | Guatemala                   | 3-2           | thuis       | AM G2        | 1e ronde            | w             |
| 17-07-2005 | Brazilië                    | 0-5           | uit         | AM G2        | halve finale        | v             |
| 06-03-2005 | Bahama's                    | 3-2           | thuis       | AM G2        | 1e ronde            | w             |
| 08-02-2004 | Bolivia                     | 2-1           | Honduras    | AM G3 PP1-4  | groepsfase          | w             |
| 08-02-2004 | El Salvador                 | niet gespeeld | Honduras    | AM G3 PP1-4  | groepsfase          |               |
| 07-02-2004 | Colombia                    | 0-3           | Honduras    | AM G3 PP1-4  | groepsfase          | v             |
| 06-02-2004 | El Salvador                 | 2-1           | Honduras    | AM G3 B      | groepsfase          | w             |
| 05-02-2004 | Amerikaanse Maagdeneilanden | 3-0           | Honduras    | AM G3 B      | groepsfase          | w             |
| 04-02-2004 | Trinidad en Tobago          | 2-1           | Honduras    | AM G3 B      | groepsfase          | w             |
| 06-04-2003 | Haïti                       | 2-3           | thuis       | AMN G2 PO    | 1e ronde            | v             |
| 09-02-2003 | Mexico                      | 0-5           | uit         | AMN G2       | 1e ronde            | v             |
| 07-04-2002 | Guatemala                   | 3-2           | uit         | AMN G2 PO    | 1e ronde            | w             |
| 10-02-2002 | Paraguay                    | 0-5           | uit         | AMN G2       | 1e ronde            | v             |
| 08-04-2001 | Uruguay                     | 0-5           | uit         | AMN G2       | halve finale        | v             |
| 11-02-2001 | Costa Rica                  | 3-2           | uit         | AMN G2       | 1e ronde            | w             |
| 26-03-2000 | Dominicaanse Republiek      | 2-1           | Jamaica     | AMN G3       | finale              | w             |
| 25-03-2000 | Jamaica                     | 2-1           | uit         | AMN G3       | 1e ronde            | w             |
| 24-03-2000 | Dominicaanse Republiek      | 2-1           | Jamaica     | AMN G3 B     | groepsfase          | w             |
| 23-03-2000 | Trinidad en Tobago          | 3-0           | Jamaica     | AMN G3 B     | groepsfase          | w             |
| 22-03-2000 | Bolivia                     | 3-0           | Jamaica     | AMN G3 B     | groepsfase          | w             |
| 07-03-1999 | Jamaica                     | 2-1           | Panama      | AMN G3 PP5-8 | finale              | w             |
| 06-03-1999 | Honduras                    | 2-1           | Panama      | AMN G3 PP5-8 | 1e ronde            | w             |
| 05-03-1999 | Antigua en Barbuda          | 2-1           | Panama      | AMN G3 A     | groepsfase          | w             |
| 04-03-1999 | Guatemala                   | 1-2           | Panama      | AMN G3 A     | groepsfase          | v             |
| 03-03-1999 | El Salvador                 | 1-2           | Panama      | AMN G3 A     | groepsfase          | v             |
| 29-03-1998 | Saint Lucia                 | 2-1           | uit         | AMN G4       | groepsfase          | w             |
| 28-03-1998 | Honduras                    | 2-1           | Saint Lucia | AMN G4       | groepsfase          | w             |
| 27-03-1998 | Trinidad en Tobago          | 3-0           | Saint Lucia | AMN G4       | groepsfase          | w             |
| 25-03-1998 | Barbados                    | 3-0           | Saint Lucia | AMN G4       | groepsfase          | w             |
| 24-03-1998 | Amerikaanse Maagdeneilanden | 3-0           | Saint Lucia | AMN G4       | groepsfase          | w             |
| 23-03-1998 | Oostelijke Caraïben         | 3-0           | Saint Lucia | AMN G4       | groepsfase          | w             |

AM/AMN = Amerikaanse zone, G2 = groep 2, G3 = Groep 3, G4 = Groep 4, PP1-4 = playoff om plaatsen 1-4, PP5-8 = playoff om plaatsen 5-8, PO = promotie/degradatiewedstrijd